# Erden (Name)
Erden ist ein türkischer geschlechtsneutraler Vorname mit der Bedeutung „unberührt“, „unbefleckt“, der auch als Familienname vorkommt.

## Bekannte Namensträger

### Vorname
- Erden Alkan (* 1941), türkischer Schauspieler und Mainzer Theatermacher
- Erden Kıral (1942–2022), türkischer Filmregisseur und Drehbuchautor

### Familienname
- Christa Erden (* 1947), deutsche Kommunalpolitikerin (CDU)
- Cüneyt Erden (* 1977), türkischer Basketballspieler
- Fatma Seher Erden (1888–1955), türkische Soldatin und Nationalheldin, siehe Kara Fatma
- İsmail Erden (* 1979), türkischer Fußballspieler
- Nezaket Erden (* 1990), türkische Schauspielerin
- Rojbin Erden (* 1996), türkische Schauspielerin
- Semih Erden (* 1986), türkischer Basketballspieler